# Niu Raza
 (juin 2024).
Ny Ony Fenohanitra Razafindratandra, alias Niu Raza, est une auteure-compositrice, chanteuse et productrice.

## Biographie
Niu Raza est née en 1995 à Madagascar.
Issue d'une famille imprégnée de musique, elle foule les planches dès l'âge de 6 ans,. Au fil des années, elle explore diverses disciplines artistiques, de la danse contemporaine au Rarihasina, en passant par le basket au sein du club de MB2all,.
A l’âge de 18 ans, elle quitte le pays pour s’installer en Afrique du Sud avant de partir aux États-Unis, en 2014, pour étudier la musique,.

## Musique
D'origine malgache, elle intègre dans sa musique les rythmes du salegy et du beko, tout en développant un style musical unique qu'elle qualifie de "new soul" - un mélange de jazz, de R'n'B et de pop rythmée,.
C'est grâce à l'encouragement de son oncle, Silo Andrianandraina, qu'elle se lance dans une carrière de chanteuse,. En 2014, elle décide de poursuivre ses études à Berklee College of Music,.

## Prix
Son parcours exceptionnel culmine avec sa victoire aux New England Music Awards, faisant d'elle la première artiste malgache à remporter ce prestigieux prix. Récompensée dans la catégorie "World Act of the Year", cette reconnaissance souligne son impact et son talent à l'échelle internationale.